# Alvaro Magelanes
Álvaro Magelanes foi um prelado católico romano que serviu como bispo de San Leone (1565–1571).

## Biografia
No dia 15 de maio de 1565, Álvaro Magelanes foi nomeado pelo Papa Pio IV Bispo de São Leoa, onde serviu como bispo até à sua morte a 27 de novembro de 1571.